# Зората на планетата на маймуните
„Зората на планетата на маймуните“ (на английски: Dawn of the Planet of the Apes) е американски научнофантастичен филм от 2014 г. на режисьора Мат Рийвс, продължение на „Възходът на планетата на маймуните“ от 2011 г.

## Актьорски състав
| Актьор          | Роля       |
| --------------- | ---------- |
| Анди Съркис     | Цезар      |
| Джейсън Кларк   | Малкълм    |
| Гари Олдман     | Дрейфус    |
| Кери Ръсел      | Ели        |
| Тоби Кебел      | Коба       |
| Джуди Гриър     | Корнелия   |
| Коди Смит-Макфи | Александър |
| Кърк Асеведо    | Карвър     |

## Награди и номинации
| Категория                                    | Номиниран(и)                                 | Резултат                    |
| Оскар (22 февруари 2015 г.)                  | Оскар (22 февруари 2015 г.)                  | Оскар (22 февруари 2015 г.) |
| -------------------------------------------- | -------------------------------------------- | --------------------------- |
| Най-добри визуални ефекти                    | Най-добри визуални ефекти                    | номинация                   |
| Награда на БАФТА (8 февруари 2015 г.)        |                                              |                             |
| Най-добри специални визуални ефекти          | Най-добри специални визуални ефекти          | номинация                   |
| Сателит (15 февруари 2015 г.)                |                                              |                             |
| Най-добри визуални ефекти                    | Най-добри визуални ефекти                    | награда                     |
| Най-добър филмов монтаж                      | Най-добър филмов монтаж                      | награда                     |
| Най-добър актьор в поддържаща роля           | Анди Съркис                                  | номинация                   |
| Сатурн (25 юни 2015 г.)                      |                                              |                             |
| Най-добър научнофантастичен филм             | Най-добър научнофантастичен филм             | номинация                   |
| Най-добри специални ефекти                   | Най-добри специални ефекти                   | номинация                   |
| Най-добри декори                             | Най-добри декори                             | номинация                   |
| Най-добър грим                               | Най-добър грим                               | номинация                   |
| Най-добър актьор в поддържаща роля           | Анди Съркис                                  | номинация                   |
| Най-добър режисьор                           | Мат Рийвс                                    | номинация                   |
| Най-добър млад актьор                        | Коди Смит-Макфи                              | номинация                   |
| Най-добра музика                             | Майкъл Джакино                               | номинация                   |
| Емпайър (29 март 2015 г.)                    |                                              |                             |
| Най-добър актьор                             | Анди Съркис                                  | награда                     |
| Най-добър филм                               | Най-добър филм                               | номинация                   |
| Най-добър научнофантастичен или фентъзи филм | Най-добър научнофантастичен или фентъзи филм | номинация                   |
| Най-добър режисьор                           | Мат Рийвс                                    | номинация                   |

## Филми от поредицата за „Планетата на маймуните“
Поредицата „Планетата на маймуните“ включва 10 филма:
- „Планетата на маймуните“ (1968)
- „Под планетата на маймуните“ (1970)
- „Бягство от планетата на маймуните“ (1971)
- „Завладяването на планетата на маймуните“ (1972)
- „Битка за планетата на маймуните“ (1973)
- „Планетата на маймуните“ (2001)
- „Възходът на планетата на маймуните“ (2011)
- „Зората на планетата на маймуните“ (2014)
- „Войната за планетата на маймуните“ (2017)
- „Кралството на планетата на маймуните“ (2024)